# Nuquí
Nuquí es un municipio colombiano en el departamento de Chocó, a 184 km de Quibdó, capital del departamento. Ubicado estratégicamente en el Pacífico Norte Colombiano. Es un paraíso adecuado para el desarrollo del ecoturismo.

## Vías de acceso

### Vía marítima
Desde la ciudad de Buenaventura o desde la población del El Valle en Bahía Solano.

### Vía aérea
Se puede acceder al Aeropuerto Reyes Murillo de Nuquí (SKNQ:NQU) desde las ciudades de Bogotá, Medellín, Pereira y Quibdó.
- Aerolínea Moon flights

## División Político-Administrativa
Además de su Cabecera municipal. Nuquí tiene bajo su jurisdicción los siguientes Centros poblados:
- Arusí
- Boca de Jagua
- Ensenada de Utría
- Coquí
- El Morro
- Joví
- Jurubirá
- Panguí
- Partadó
- Puerto Indio
- Santa María del Tambo
- Santa Teresa de la Camaronera
- Termales
- Tribugá
- Villa Nueva

## Historia
El fundador de Nuquí fue el señor Juanico Castro, quien llegó desde Baudó, a principios del siglo XX, con una cuadrilla de indígenas en busca de tagua, raicilla, damágua y caucho, con el fin de comerciar esos productos en Panamá. Sin embargo, el señor Castro no se estableció en la población que había fundado, sino que siguió hasta El Valle, donde encontró las materias primas que buscaba.
Los primeros colonizadores fueron el señor Jesús Muñoz y su esposa, doña Matilde López, junto con los hijos de doña Matilde. Esta familia provenía de Buenaventura. Don Jesús Muñoz, quien probablemente pertenecía al grupo de Juanico Castro, llegó atraído por la extracción de tagua y raicilla. Los hijos de doña Matilde fueron Julián López y Eduarda López. Posteriormente, la pareja fundacional tuvo dos hijas: Toribia Muñoz López y Brígida Muñoz López. Tiempo después llegó a Nuquí don Vicente González, quien se casó con Toribia Muñoz López. De ese matrimonio resultaron cuatro hijos: Telémaco González Muñoz, Dominga González Muñoz, Joaquín González Muñoz y Guillermina González Muñoz. Estas serían las primeras familias en habitar el poblado de Nuquí, y posteriormente habrían llegado otros colonos.
Nuquí fue inicialmente un corregimiento de El Valle. Con la llegada de don Roberto Walt y su matrimonio con la niquiseña Olimpia Moreno, se inicia el proceso de crecimiento de Nuquí. Roberto Walt fue nombrado alcalde de El Valle, y es entonces cuando se dirige al intendente Jorge Valencia Lozano, a quien le expresa que aceptaría el cargo solo si se trasladaba la cabecera municipal a Nuquí, la tierra de su esposa. La petición fue aceptada, y el traslado fue efectuado en 1915.
El 18 de diciembre de 1917, mediante el Decreto Ejecutivo Nacional 2057, Nuquí fue creado oficialmente como municipio, empezando a funcionar formalmente el 1 de marzo de 1918.

## Símbolos

### Himno
- Autor: Manuel Hortencio Palacios Murillo.

| Coro Nuquí, Nuquí, Nuquí, Nuquí Patrimonio de nuestra región Hoy tus hijos te cantamos Con orgullo, respeto y amor. I Fue Juan Castro un taguero con suerte Que a tus playas un día llegó Hoy son suyos tan grandes honores Que a mi pueblo Nuquí descubrió. II Son dos etnias que marcan tu historia Indio y negro nativos de aquí Forjadores de tu desarrollo Hoy unidos con anhelos deseamos vivir. III El nativo nuquiseño y el llegado Se han unido para hacerte crecer Con la idea de que todos como hermanos Consigamos el futuro que queremos obtener. |  | IV Nuquí, tú que prosperas cada día Con la ayuda de tu población Por eso luchamos con armonía Para que con nuestro apoyo seas siempre el mejor. V Biodiverso es tu nombre completo Rico en fauna y en flora también En tus ríos quebradas y esteros Bellas playas y corales se ven. VI La selva los manglares y termales Conforman un ambiente tropical Que las aves alegran con su canto Esperando que algún día Nuquí pueda progresar. VII Hoy unidos pensemos hermanos Y luchemos por un porvenir Que deseamos para todos los pueblos Que conforman mi bello Nuquí. |  |  |

## Economía
- El turismo de naturaleza y ecoturismo.
- La agricultura (plátano, arroz, cacao, maíz, borojó, coco y árboles frutales).
- La pesca artesanal.

## Turismo

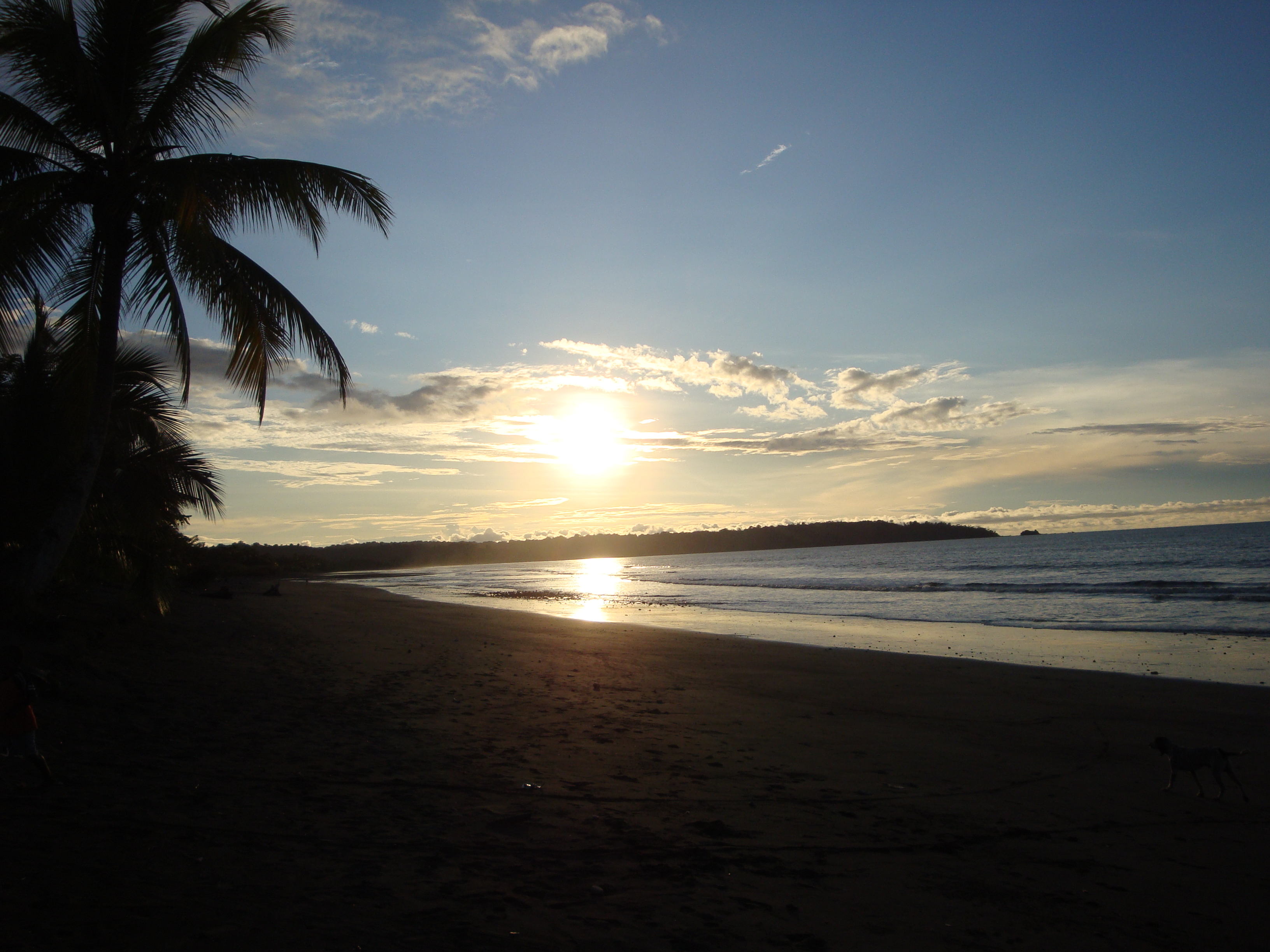
Atardecer en el Golfo de Tribugá, perteneciente al municipio de Nuquí.

### Lugares de interés
- Terquito.
- Sitios de Buceo: Piedra de fidel, Parguera, Piedra Bonita, El Chuzudo.
- Sitios de surf: Playa Terquito, Terco, Rio Termales, Pico de Loro (World Class), Pela Pela (World Class), El Chorro (World Class), Playa Brava, Juan Tornillo.
- Bahías, radas, caletas.
- Playa Guachalito.
- Baños termales cerca de la playa.
- Termales y Partadó.
- Río Terco (cascadas).
- Río Joví recorrido guiado en canoas.
- Río Coquí recorrido guiado en canoas.
- Bahías de Tribugá.
- Playas de Coquí y Panguí.
- Balneario la Olímpica.